# Ла-Прері (Вісконсин)
Ла-Прері (англ. La Prairie) — місто (англ. town) в США, в окрузі Рок штату Вісконсин. Населення — 784 особи (2020).

## Демографія
Згідно з переписом 2010 року, у місті мешкали 834 особи в 331 домогосподарстві у складі 235 родин. Було 354 помешкання
Расовий склад населення:
| - 97,8 % — білих - 0,5 % — азіатів - 0,4 % — корінних американців - 0,4 % — чорних або афроамериканців |

До двох чи більше рас належало 0,6 %. Частка іспаномовних становила 0,8 % від усіх жителів.
За віковим діапазоном населення розподілялося таким чином: 19,5 % — особи молодші 18 років, 63,2 % — особи у віці 18—64 років, 17,3 % — особи у віці 65 років та старші. Медіана віку мешканця становила 46,2 року. На 100 осіб жіночої статі у місті припадало 101,4 чоловіків;  на 100 жінок у віці від 18 років та старших — 103,3 чоловіків також старших 18 років.
Середній дохід на одне домашнє господарство  становив 71 748 доларів США (медіана — 61 250), а середній дохід на одну сім'ю — 78 372 долари (медіана — 64 773). Медіана доходів становила 41 719 доларів для чоловіків та 28 500 доларів для жінок. За межею бідності перебувало 3,3 % осіб, у тому числі 0,0 % дітей у віці до 18 років та 7,1 % осіб у віці 65 років та старших.
Цивільне працевлаштоване населення становило 415 осіб. Основні галузі зайнятості: освіта, охорона здоров'я та соціальна допомога — 22,2 %, виробництво — 20,2 %, роздрібна торгівля — 10,6 %, сільське господарство, лісництво, риболовля — 9,9 %.